# Sant Donat de Sedó
Sant Donat de Sedó és l'església parroquial de Sedó, al municipi de Torrefeta i Florejacs (Segarra), inclosa a l'Inventari del Patrimoni Arquitectònic de Catalunya.

## Descripció
Es troba en una plaça, en una de les parts més elevades de la vila. Església de planta de creu llatina amb absis i creuer. La porta d'entrada està en un mur lateral i pròxima al campanar. Té arc escarser dovellat, i una mènsula a la clau, amb un escut heràldic. Parament amb filades de carreus ben escairats. El campanar és de dos cossos, l'inferior més robust i dividit per una línia d'imposta, i el superior amb quatre finestres semicirculars de mig punt.
A l'interior es troba una nau amb capelles laterals. La coberta és de volta de canó amb arcs apuntats que descansen a la paret en mènsules. Cal esmentar la gran abundància de contraforts.
La pica beneitera es troba encastada a un dels murs de l'església, pròxima a la porta d'entrada. És petita, de pedra picada, arrodonida i amb el rostre d'un angelet amb ales esculpit a la part frontal.
La trona és realitzada en fusta, de petites dimensions, situada a un dels murs laterals de l'església, molt pròxima a l'altar major. Consta de tornaveu, ampit, balustrada i escala. L'escala queda amagada dins el creuer i la balustrada repeteix el mateix motiu decoratiu que l'ampit pentagonal. El tornaveu és fixat al mur entre dues arcades i el rematen una bola i una creu.